# Coop și Cami întreabă lumea
Coop și Cami întreabă lumea (în engleză Coop & Cami Ask the World) este un serial TV de comedie american creat de Boyce Bugliari și Jamie McLaughlin, care a avut premiera la 12 octombrie 2018 la Disney Channel în Statele Unite ale Americii, respectiv la 16 septembrie 2019 în România. Serialul spune povestea lui Cooper Wrather (Dakota Lotus) și a lui Cameron Wrather (Ruby Rose Turner), doi frați preadolescenți, gazdele emisiunii online „Would You Rather?”. Alături de ei, din distribuție mai fac parte Olivia Sanabia, Albert Tsai, Paxton Booth și Rebecca Metz.

## Premisă
Cooper și Cameron Wrather sunt doi frați activi în social media care fac un show online numit „Would You Wrather.” Cu ajutorul fratelui mai mic Ollie și a celui mai bun prieten al lui Coop, Fred, duo-ul de influențatori interacționează cu milioanele de fani (cunoscuți ca Wratherheads), le răspund la întrebări și îi ajută să își rezolve problemele. Fiecare zi e o aventură în animata locuință Wrather, cu atât mai mult cu cât nici sora mai mare, Charlote și mama, Jenna nu sunt străine de show. Oricare ar fi  problema, Coop și Cami fac față situației cu umor și bună dispoziție.

## Distribuție

### Personaje principale
- Dakota Lotus în rolul lui Cooper "Coop" Wrather,[1] gazda emisiunii „Would You Wrather?” și fratele lui Cami
- Ruby Rose Turner în rolul lui Cameron "Cami" Wrather,[1] gazda emisiunii „Would You Wrather?” și sora lui Coop
- Olivia Sanabia în rolul lui Charlotte Wrather,[1] sora mai mare a lui Coop și Cami
- Albert Tsai în rolul lui Fred,[1] cel mai bun prieten al lui Coop
- Paxton Booth în rolul lui Ollie Wrather,[1] fratele mai mic al lui Coop și Cami
- Rebecca Metz în rolul Jennei Wrather,[1] mama lui Coop și Cami

### Alte personaje notabile
- Kevin Daniels în rolul directorului Walker, directorul Școlii unde învață Coop și Cami
- Jayden Bartels în rolul lui Peyton, iubita și partenera de jocuri video a lui Coop
- Tessa Espinola în rolul lui Pam, asistenta lui Cami, care în timp îi devine rivală
- Reece Caddell în rolul lui Minty (sezonul 1), rivalul lui Cami
- Gabriella Graves în rolul lui Delaware, un elev nou, puțin ciudat; devine prietenul lui Cami
- Gianni DeCenzo în rolul lui Caleb, iubitul lui Charlotte
- Trinitee Stokes în rolul lui Neve, iubita lui Fred

## Episoade
| Sezon | Sezon | Episoade | Premiera originală | Premiera originală | Premiera în România | Premiera în România |
| Sezon | Sezon | Episoade | Început            | Sfârșit            | Început             | Sfârșit             |
| ----- | ----- | -------- | ------------------ | ------------------ | ------------------- | ------------------- |
|       | 1     | 21       | 12 octombrie 2018  | 13 aprilie 2019    | 16 septembrie 2019  | 11 octombrie 2019   |
|       | 2     | 28       | 5 octombrie 2019   | 11 septembrie 2020 | 5 octombrie 2020    | 10 noiembrie 2020   |

## Producție
Serialul a primit unda verde pentru a intra în producție în data de 4 mai 2018. Boyce Bugliari și Jamie McLaughlin sunt producători executivi și showrunners.. Pe 17 august 2018, Disney Channel a anunțat că serialul va avea premiera în data de 12 octombrie 2018. 
Serialul este o producție originală a companiei It's a Laugh Productions.
Pe 25 ianuarie 2019, Disney Channel a confirmat că serialul va avea și un al doilea sezon.  Acesta a avut premiera pe 6 septembrie 2019.
În România, sezonul 1 din Coop și Cami întreabă lumea a debutat pe Disney Channel România în data de 16 septembrie 2019.
Pe 30 iulie 2020, Disney Channel a anunțat că seria nu va avea un al treilea sezon.